# Huawei Ascend P7
Huawei Ascend P7（アセンド ピーセブン）とは、華為技術（ファーウェイ）によって開発された、第3世代移動通信システムと第4世代移動通信システムに対応したAndroid端末である。日本では2014年9月5日に発売された。

## 概要
Ascend P7は、Ascendシリーズに属するモデルのひとつとなる。

ディスプレイは5インチのFull HD液晶を搭載。内部仕様はHisilicon Krin910Tのチップセットと、2GBのメモリ、16GBのストレージ、32GBまで拡張可能なMicroSDスロットを搭載。背面カメラは1300万画素、前面カメラは800万画素となっている。またSIMフリー仕様なため、複数のネットワークのSIMカードが利用できる。

オペレーティングシステムはAndroid 4.4を搭載し、2015年7月にはAndroid 5.0にアップデート予定。ユーザーインターフェースには、「Emotion UI 2.3」と「SIMPLE UI」の2種類が用意されている。
Ascend G6と比較して、高さが8.6ミリメートル、幅が3.5ミリメートル大きくなっているが、厚さは1.35ミリメートル薄くなっている。
なお、新興国向けモデルでは、SIMカードスロットが2つあるデュアルSIM仕様のものも存在するが、日本版ではシングルSIMのモデルのみとなっている。